# Procacciatore immobiliare
Il procacciatore immobiliare è un professionista che agisce esclusivamente per conto dell'acquirente ed assiste il proprio cliente durante l'intero processo di acquisto, dalla ricerca degli immobili che corrispondono ai criteri del cliente, alla negoziazione del prezzo e delle condizioni di vendita ed infine al completamento del processo legale necessario a portare a termine l'acquisizione.

## Descrizione
Il procacciatore spesso visita preventivamente gli immobili per conto del suo cliente al fine di selezionare quelli più adeguati e successivamente accompagna il cliente in tutte le visite. Al fine di garantire il miglior servizio possibile molti procacciatori mettono a disposizione dei propri clienti un servizio di chauffeur e ove necessario anche visite in elicottero. Spesso offrono inoltre un servizio di concierge il quale programma le visite agli immobili e prenota gli hotel, i trasferimenti e altri servizi per il cliente. Tali servizi possono rivelarsi particolarmente utili per acquirenti internazionali che non vivono nel posto dove desiderano acquistare, i quali tendono a organizzare brevi viaggi aerei nel corso dei quali visitano più immobili in poco tempo. I procacciatori sono tipicamente in grado di connettere il cliente con tutti i professionisti che si rendono necessari in diverse fasi del processo di acquisto, come legali, periti ed altri professionisti.
Tramite il loro network di contatti i procacciatori hanno spesso accesso a trattative riservate, anche se ciò dipende spesso dalle condizioni di mercato e da quanto il singolo professionista o la società è introdotta nel mercato locale. 
L'etica professionale è un aspetto estremamente importante per misurare la professionalità di un procacciatore: in qualsiasi momento il professionista deve consigliare il cliente senza tener conto del proprio interesse per la commissione legata all'acquisto dell'immobile.
Mentre inizialmente il servizio di procacciamento era disponibile esclusivamente per clienti interessati ad acquistare immobili di super lusso, ultimamente, specialmente sui mercati più competitivi come Londra o Parigi, il prezzo di ingresso è calato significativamente fino ad interessare immobili del valore di £500,000 o €500,000.

## Tipologie di procacciatori
Un potenziale acquirente dovrebbe definire le proprie priorità prima di contattare un procacciatore immobiliare; sul mercato sono presenti società di tipo diverso per cui il mix di benefici che sono offerti può variare considerevolmente. La dimensione delle società di procacciamento può variare significativamente; si passa infatti da operatori singoli a società con oltre 50 professionisti.
Da una parte troviamo esperti immobiliari estremamente qualificati che hanno un numero molto elevato di contatti in uno specifico mercato i quali possono rappresentare una risorsa inestimabile per un acquirente che intende acquistare un immobile in trattativa riservata o prima che sia messo sul mercato o ancora venduto privatamente (non tramite agenzia). Questi professionisti sono spesso in grado di trovare immobili “fuori mercato” perché hanno contatti molto stretti con vari intermediari i quali possono segnalare opportunità confidenziali, tra cui avvocati, commercialisti, private bankers, investment managers, o altri professionisti; talvolta essi conoscono personalmente i proprietari dei migliori immobili di pregio situati nella zona di loro competenza. Se questo è quello che gli acquirenti cercano allora la dimensione della società di procacciamento è meno rilevante poiché i contatti si creano in molto tempo e sono nelle mani di pochi professionisti di grande esperienza i quali operano sia all'interno di grandi organizzazioni che per conto proprio.
D'altra parte troviamo agenzie che agiscono più come relocation companies: ben organizzate, operano in varie lingue, aiutano i loro clienti a far fronte alle varie pratiche amministrative, sono ben connesse a professionisti di vario genere ed altre aziende, al fine di proporre un servizio completo; d'altro canto queste società sono spesso meno adatte ad individuare immobili in trattativa riservata o a trattare direttamente con i proprietari.
I procacciatori immobiliari cosiddetti indipendenti sono spesso fieri della loro autonomia da società di intermediazione, le quali a differenza loro e a seconda del paese, agiscono per conto dei venditori o come mediatrici tra le parti. D'altra parte alcune società di intermediazione offrono servizi di procacciamento nonostante riserve circa un conflitto di interessi tra le due attività.
A causa della diversa natura delle società di procacciamento, è consigliabile che i potenziali acquirenti contattino più di una società per comparare i loro benefici. È spesso preferibile ingaggiare un professionista che sia maggiormente capace di ascoltare e comprendere le proprie necessità anche se magari non grado di garantire appieno tutte le altre esigenze.
Gran parte dei procacciatori immobiliari hanno una significativa esperienza commerciale; però, al pari degli agenti immobiliari, solo pochi di questi professionisti hanno una qualifica come periti immobiliari per cui potrebbero non essere i migliori consulenti quando si tratta di valutare un immobile di prestigio e/o predire futuri trend di mercato. Per questa ragione l'acquirente potrebbe doversi affidare ad altri esperti o al proprio giudizio prima di effettuare un investimento.
Da un punto di vista geografico l'ambito delle società di procacciamento immobiliare può passare da un focus piuttosto limitato relativo a pochi quartieri cittadini o aree all'interno di una specifica regione a servizi su scala nazionale. Tuttavia ciascuna società ha sempre alcune aree nelle quali è maggiormente specializzata e dove è in grado di produrre un valore aggiunto maggiore per il cliente, specialmente quando si tratta di presentare delle opportunità esclusive o “fuori mercato”. In Europa solo poche società si sono espanse fino a coprire più di una nazione, utilizzando professionisti diversi.

## Requisiti legali
In alcune nazioni Europee, come il Regno Unito e Malta, i procacciatori immobiliari sono un'attività libera, per cui non devono passare nessun esame specifico o ottenere alcuna certificazione per poter iniziare a praticare la professione, mentre in altre nazioni come Italia, Francia e Spagna, essi sono ritenuti degli agenti immobiliari e in quanto tali sono soggetti a controlli. In particolare in Italia l'agente immobiliare deve superare un corso e un esame, iscriversi al Registro Imprese, deve essere coperto da idonea polizza assicurativa e revisionato dalla Camera di commercio almeno una volta ogni 4 anni (legge 39/1989 e DM 26/10/2011). Inoltre l'attività di mediatore  è incompatibile con l'essere lavoratore dipendente e con lo svolgimento in contemporanea di altre attività imprenditoriali e professionali. E'auspicabile che in futuro si vada verso un'armonizzazione della normativa di questa figura a livello europeo.

## Compensi
La struttura delle tariffe dei procacciatori immobiliari dipende dal mercato nel quale essi operano e spesso varia da nazione a nazione. La struttura complessiva è spesso costituita da un costo di registrazione piuttosto limitato il quale è rimborsabile (a patto che l'acquirente completi l'acquisto entro un determinato tempo previsto dal contratto) e deve essere pagato anticipatamente, ed una “success fee”, legata al raggiungimento dell'obiettivo, la quale è espressa in percentuale del prezzo di acquisto ed è pagata solo dopo la firma del contratto preliminare o del rogito. 
I procacciatori generalmente richiedono un mandato in esclusiva, ovvero il cliente non può continuare la ricerca da solo o tramite agenzie immobiliari, per la durata del contratto di procacciamento, la quale varia da 3 a 6 mesi.
Le società francesi hanno il divieto di far pagare la fee di registrazione e sono obbligate per legge a legare il loro compenso al solo successo della trattativa. In ogni caso va detto che un buon procacciatore non deriva alcun profitto dalla tariffa di registrazione; il principale obiettivo di questo costo è quello di incrementare la possibilità che il potenziale acquirente sia realmente interessato all'acquisto; nel caso non lo fosse perderebbe infatti il costo di registrazione dopo un certo intervallo di tempo.
La success fee è espressa come percentuale del prezzo di vendita. In genere esistono due diverse disposizioni che dipendono dalle condizioni di mercato:
- In mercati nei quali il tempo medio di vendita di una proprietà di lusso è elevato, i procacciatori tendono a ritagliare il proprio compenso all'interno del costo di intermediazione previsto dall'agenzia immobiliare e pertanto il servizio non ha alcun costo aggiuntivo per l'acquirente. Ciò accade perché l'agente immobiliare preferisce tipicamente dividere la sua commissione con il procacciatore piuttosto che attendere più a lungo per trovare un altro acquirente e vendere lo stesso immobile. Nel caso in cui il procacciatore individua un immobile venduto direttamente da un privato allora il compenso richiesto potrebbe essere più alto fino a raggiungere l'intera commissione dell'agenzia (per esempio il 5% in Costa Azzurra[2], il 2% in Spagna, etc...)
- In mercati che sono più liquidi (come Londra o Parigi) la tariffa del procacciatore è addebitata in aggiunta alla tariffa dell'agenzia immobiliare (a Londra questa è comunque pagata dal venditore e non dall'acquirente ), quindi il servizio dell'agente di acquisto viene espletato ad un costo aggiuntivo per l‘acquirente a meno che il procacciatore non sia in grado di trovare un immobile che non è venduto tramite agenzia. In tal caso, a seconda del mercato i procacciatori addebitano un importo che può al massimo arrivare (solo in alcuni casi) all'intera commissione dell'agenzia.

Tutte queste condizioni devono essere ben specificate nel contratto che il cliente firma per conferire il mandato al procacciatore.
I procacciatori tendono spesso ad affermare che in media essi sono in grado di ottenere uno sconto medio sul prezzo di vendita della casa che è superiore a quanto il cliente sarebbe in grado di ottenere da solo; questo poiché il professionista conosce i prezzi a cui sono transati immobili simili nella zona e può far uso di un'abile capacità negoziale.